# Haemulon plumierii
Haemulon plumierii är en fiskart som först beskrevs av Lacepède, 1801.  Haemulon plumierii ingår i släktet Haemulon och familjen Haemulidae. Inga underarter finns listade i Catalogue of Life.